# Canbya
Canbya (лат.) — олиготипный род двудольных растений семейства Маковые (Papaveraceae). Впервые выделен американским ботаником Эйсой Греем.

## Систематика
В состав рода входит два вида растений:
- Canbya aurea S.Watson
- Canbya candida Parry ex A. Graytypus[2]

## Распространение и среда обитания
Оба вида являются эндемиками запада США.
Растут в пустынях.

## Ботаническое описание
Род довольно слабо изучен.
Компактные красивоцветущие однолетние травянистые растения. Canbya считаются одними из самых маленьких растений в семействе маковых.
Стебель зелёного цвета, ветвящийся.
Листья сгруппированые, мясистые, линейно-продолговатой формы, размещены очерёдно.
Цветки с 5—7 лепестками.
Плод — коробочка от яйцевидной до продолговато-яйцевидной формы. Семена многочисленные, коричневого цвета, блестящие, от продолговато-обратнояйцевидных до эллипсоидных, слегка дугообразные.